# Alilanum

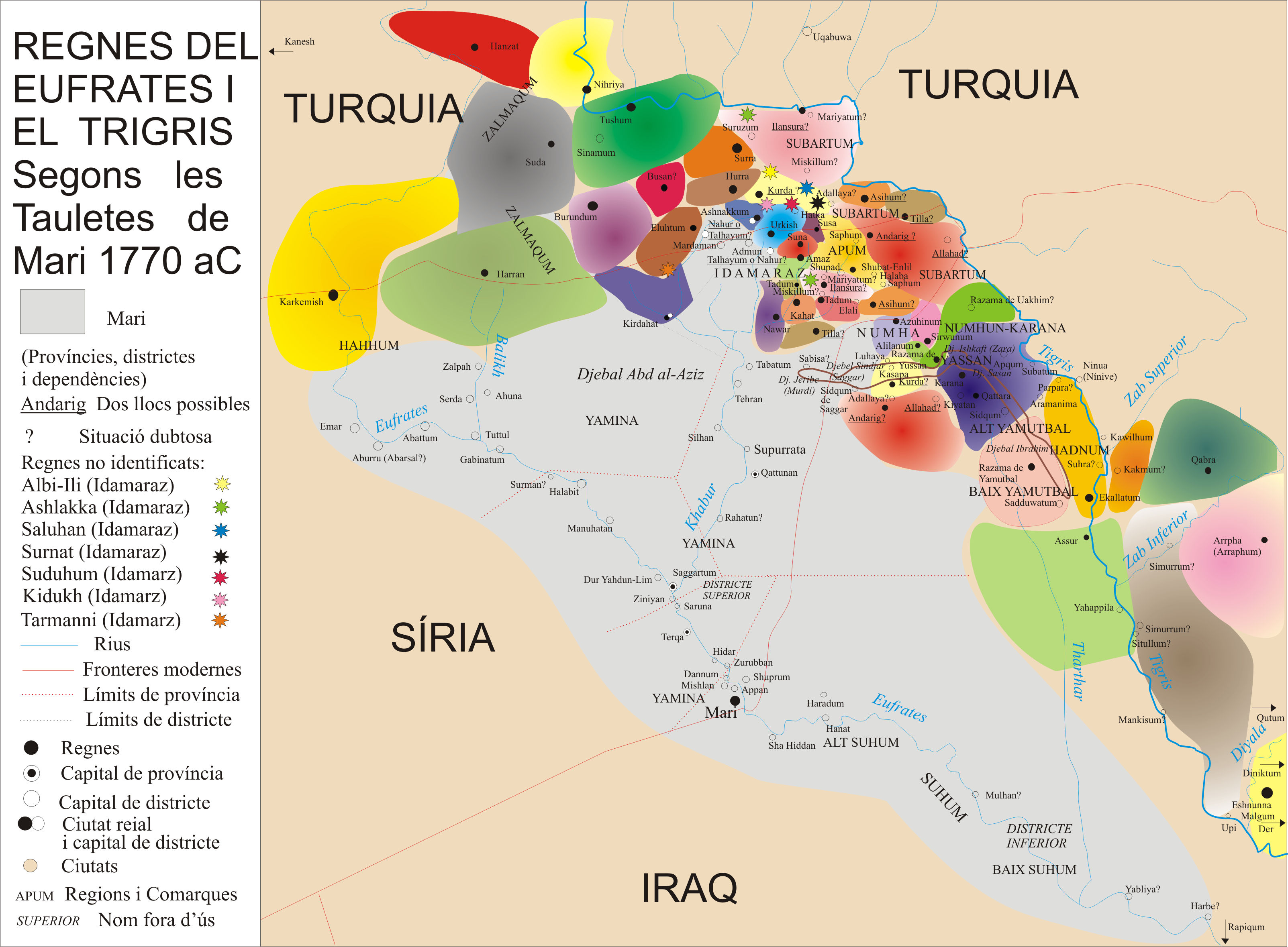
Mapa

Alilanum fou una ciutat estat i regne de Mesopotàmia a la zona del Tigris, situada a prop de Razama (coneguda com a Razama del Nord o Razama de Yussan), regne del qual era un estat vassall. L'esmenten les tauletes de Mari vers el 1775 aC en temps de Zimrilim.
El seu rei era Masum-Atal que va visitar al rei de Mari acompanyar de Sharraye de Razama.